# Gaudeamus igitur

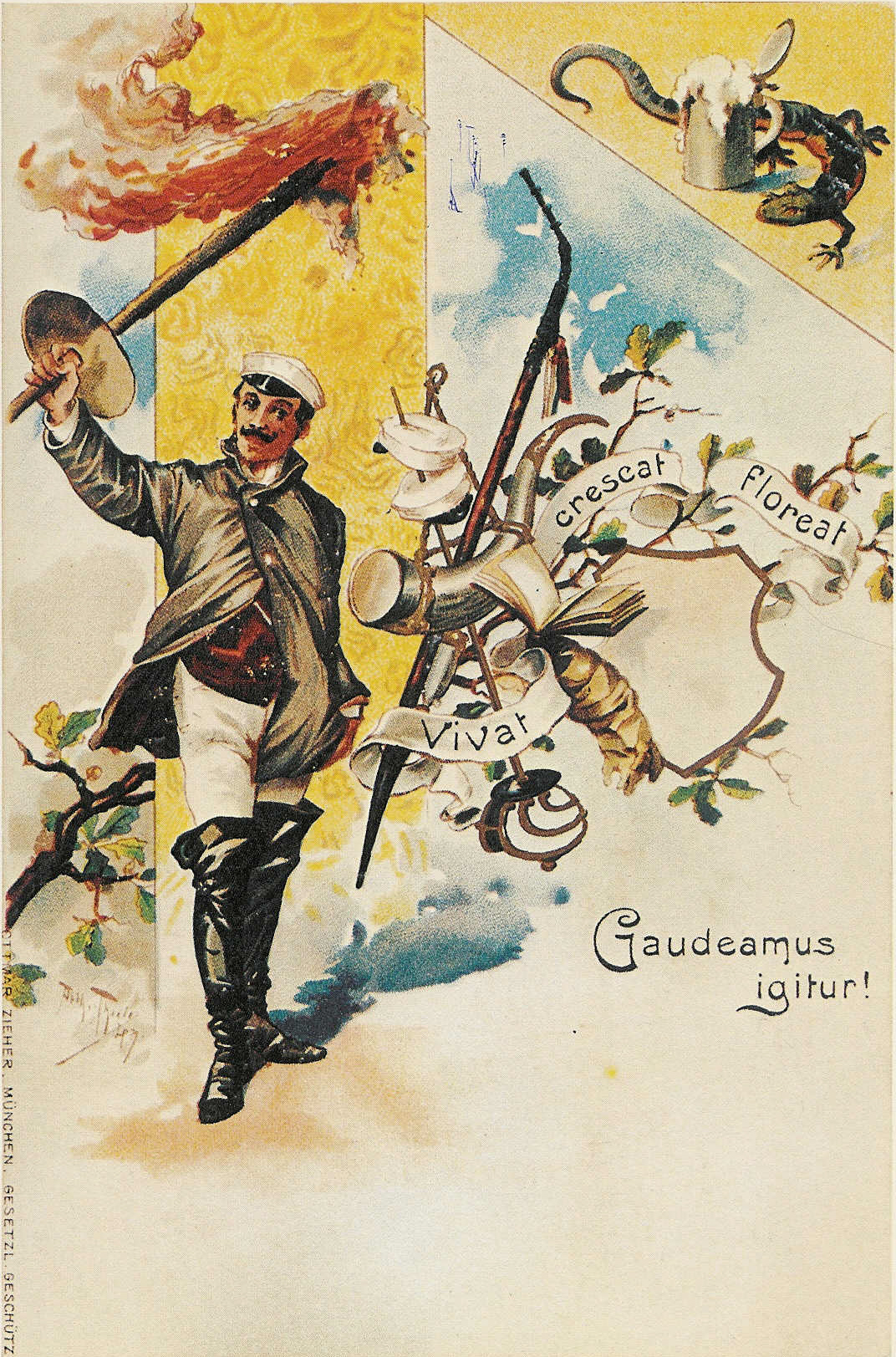
Gaudeamus igitur – vykort från 1898.

Gaudeamus igitur ("Låt oss alltså vara glada") är inledningsorden till en medeltida studentvisa på latin. 
Sången som ofta har titeln De brevitate vitae ("Om livets korthet") är av italienskt-tyskt ursprung. Texten brukar tillskrivas biskop Strada i Bologna 1267 och studenten Christian Wilhelm Kindleben i Halle 1781. Den nutida melodin tillkom troligen omkring år 1740.
Visan används, förutom som bordsvisa i studentmiljö, vid olika akademiska ceremonier på många universitet och colleges i främst västvärlden. Den är den officiella sången för Fédération Internationale du Sport Universitaire.

## Text

Gaudeamus igitur i fyrstämmig körsats.

Första strofen lyder:
Gaudeamus igitur,
iuvenes dum sumus!
Post iucundam iuventutem,
post molestam senectutem
nos habebit humus.
I översättning:
Låt oss glädjas,
medan vi är unga!
Efter den glada ungdomen,
efter den dystra ålderdomen
kommer myllan att ha oss.

## Klassisk musik
I ouvertyren till Franz von Suppés operett i studentmiljö från 1863, Glada gossar (Flotte Bursche), citeras visan tillsammans med några andra kända studentsånger.
Visan citeras mycket tydligt i Akademisk festouvertyr (Akademische Festouvertüre) opus 80 av Johannes Brahms. Verket blev ett musikaliskt tack till Breslaus universitet (i nuvarande Wrocław), med anledning av universitetets utnämnande av Brahms till hedersdoktor år 1880.
Kompositören Sigmund Romberg använde visan i operetten Studentprinsen 1924, som utspelar sig vid Universitetet i Heidelberg.

## Inspelningar
Över 700 inspelningar finns registrerade på Discogs.
En inspelning (fil) från 1889 på vaxcylinder finns bevarad, där Otto von Bismarck bland annat deklamerar texten till sången.
Visan finns med på en LP (1981) med Dubbel-Quartetten (DQ) från Skara.
2017 släppte det tyska syntpopbandet Welle:Erdball en skiva med namnet Gaudeamus Igitur, som också är inledningsspåret.

## Filmer
Visan sjungs i tio svenska långfilmer mellan 1932 och 1964, från Muntra musikanter till Svenska bilder. En omtolkning gjordes även 1985 i filmen Pelle Svanslös i Amerikatt.

## Referenser

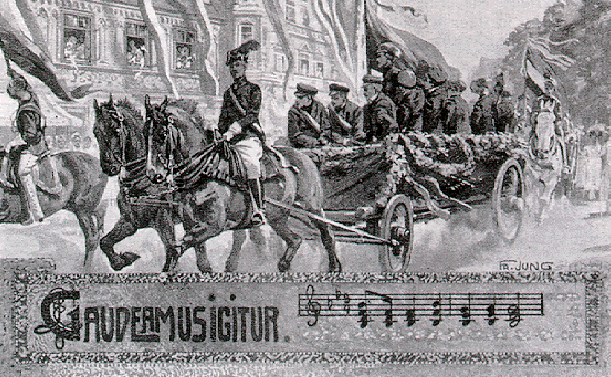
Vykort med citat ur Gaudeamus igitur